# Illa James Ross
|  | No s'ha de confondre amb Illa de Ross. |

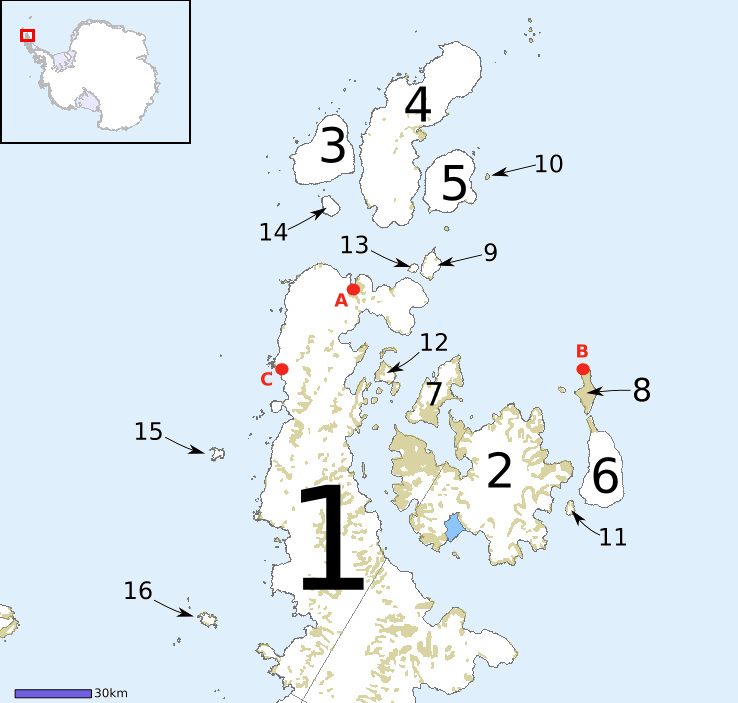
Mapa de la Terra de Graham que mostra l'illa James Ross (2).
1 Península Antàrtica, 3 illa D'Urville, 4 illa Joinville, 5 illa Dundee, 6 illa Snow Hill, 7 illa Vega, 8 illa Seymour, 9 illa Andersson, 10 Illa Paulet, 11 illa Lockyer, 12 illa Eagle, 13 illa Jonassen, 14 illa Bransfield, 15 illa Astrolabe, 16 illa de ZigZag

L'Illa James Ross és una gran illa al costat sud-est de la península Antàrtica, de la qual la separa el canal del Príncep Gustav. Té una alçada màxima de 1.630 metres, un perfil molt irregular i una llargària d'uns 50 quilòmetres en direcció nord-sud.
Va ser cartografiada l'octubre de 1903 per l'expedició Antàrtica Sueca d'Otto Nordenskiöld. El seu nom prové de sir James Clark Ross, líder d'una expedició britànica a aquesta àrea el 1842, que va descobrir i cartografiar d'un bon nombre de punts al llarg de la costa oriental de l'illa.
És una de les múltiples illes al voltant de la península Terra de Graham, que és la part del continent més propera a Amèrica del Sud.
A l'illa hi ha instal·lada la primera base Antàrtica Txeca, la Mendel Polar.

## Ossos congelats
El primer dinosaure descobert a l'Antàrtida era l'Antarctopelta oliveroi, un ancilosaure de mida mitjana trobat a l'Illa James Ross pels geòlegs argentins Eduardo Olivero i Roberto Scasso el 1986. El dinosaure es va recobrar de l'estatge faunístic Campanià del Cretaci superior, trobat a uns 2 quilòmetres al sud de la cova de Santa Marta al nord de l'illa. L'ankylosaur no va tenir nom, formalment, fins al 2006.
El desembre de 2003, els nord-americans Judd Case, paleontòleg del Saint Mary College de la Universitat de Califòrnia i James Martin, geòleg de l'Escola de Mines i Tecnologia de Dakota del Sud, varen descobrir els ossos d'un dinosaure teròpode a l'illa, sobrenomenat Naze, nom de la península septentrional en la qual es trobava. Les restes, del Cretaci superior inclouen un maxil·lar superior i dents, i la majoria de la part baixa de les cames i els peus. Hi ha poca informació disponible, però la forma de la cama i peus indica que era un corredor, i la mida indica que era probablement d'1,8 metres d'alçada i uns 135 quilos de pes. Aquest és el segón teròpode antàrtic descobert, després de Cryolophosaurus.